# Остап Виговський
Остафій Гнатович Лучич-Виговський герба Абданк (пом. 1663) — руський шляхтич Овруцького повіту Київського воєводства. Батько гетьмана Івана Виговського.

## Життєпис
Був намісником (каштеляном) київського замку за київського воєводи князя Адама Кисіля. Брав активну участь у діяльності Київського Богоявленського братства, тісно співпрацював з київським митрополитом Петром Могилою. У 1632 році разом з іншими братчиками підписав акт про створення Києво-Могилянського колегіуму.
Володів містечком Гоголів, в якому, можливо, народився син Іван. Продав село Каришків князю Домініку Любомирському.
Мав синів Івана, Данила, Костянтина, Федора, одну доньку Тетяну, першу дружину Павла Тетері.
Церква Святого Євстахія в Облазниці названа на його честь іменем Святого Євстахія, в знак вдячності за подаровані його сином Гетьманом України Іваном Виговським богослужбові книги та дві патериці. Ця церква стоїть до сих пір.